# حزام المذنبات الرئيسي

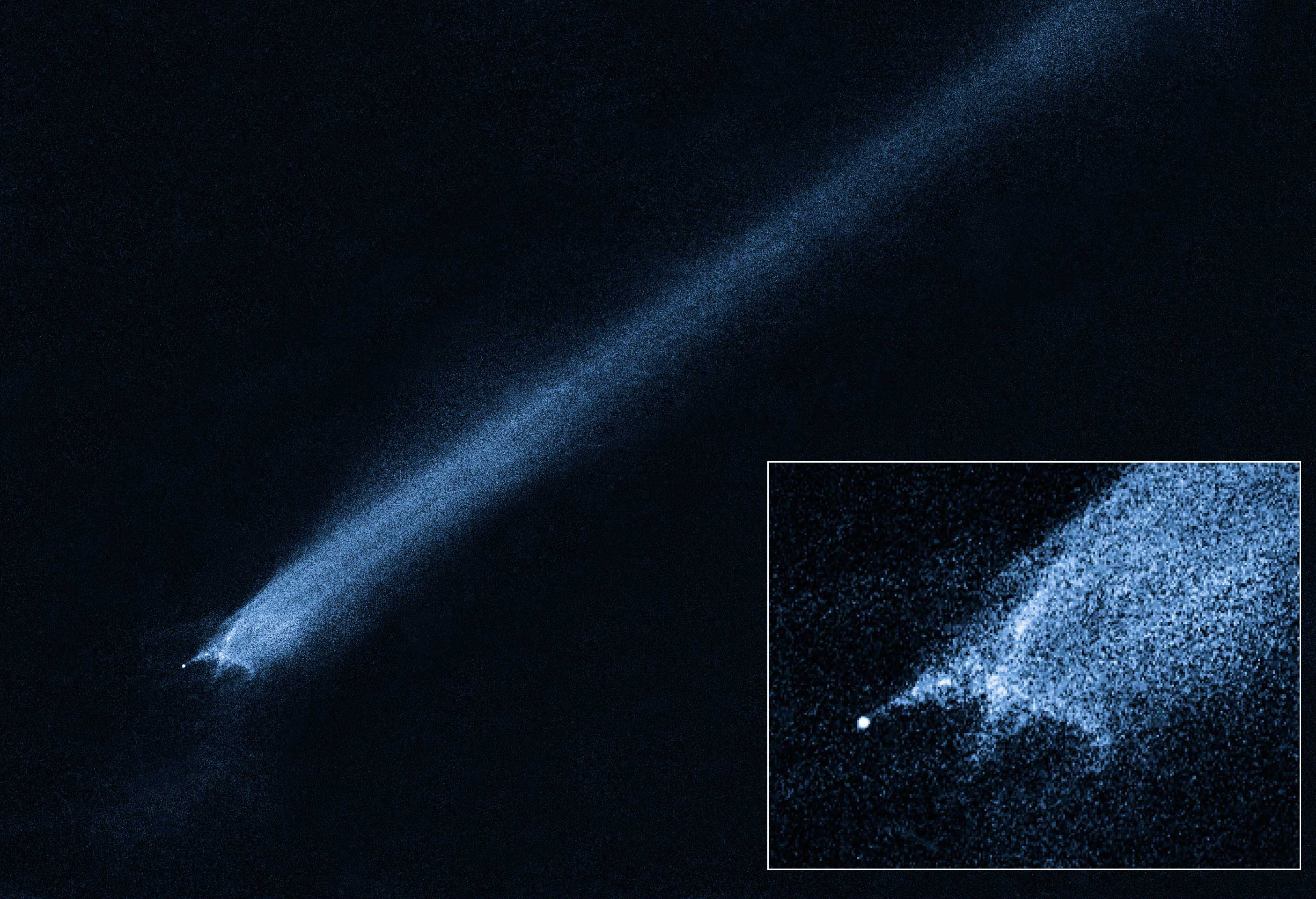
تعليق

حزام المذنبات الرئيسي هي أجرام تدور داخل حزام الكويكبات الرئيسي تظهر نشاطاً مذنبياً خلال جزء من مدارها (من قبيل الذيل والذؤابة).

## مدارات
خلافاً لمعظم المذنبات، التي تقضي معظم مدارها على مسافات تعادل بعد مدار كوكب المشتري عن الشمس أو أكثر، فإن مذنبات الحزام الرئيسي تملك مدارات إهليجية داخل حزام الكويكبات، مشابهة لمدارات الكويكبات المعتادة فيه.
ومن غير المعروف كيف يمكن لجسم النظام الشمسي الخارجي مثل المذنبات الأخرى يمكن أن تكون وجدت طريقها إلى مدار منخفض مركزية نموذجية للحزام الكويكبات، التي ليست سوى قلق ضعيف من الكواكب. وبالتالي، فمن المفترض أن خلافا المذنبات الأخرى، والمذنبات الرئيسية حزام الكويكبات هي ببساطة الجليدية، التي شكلت في الداخلي من المنظومة الشمسية يدور بالقرب من مواقعها الحالية، وأن العديد من الكويكبات الخارجي قد يكون متجمد.

## تكوين
وقد افترض أن حزام المذنبات الرئيسية / الكويكبات الجليدية قد يكون مصدرا لمياه الأرض، لأن نسبة الهيدروجين الديوتيريوم ومحيطات الأرض منخفضة جدا بالنسبة إلى المذنبات الكلاسيكية كانت المصدر الرئيسي.

## الأعضاء
في الوقت الحاضر هناك خمسة أعضاء المحددة :
- 133P/Elst-Pizarro
- 118401 LINEAR
- P/2005 U1 (اقرأ)
- (P/2008 R1 (Garradd
- P/2010 A2 (الخطي) [7] (يعطى في البداية تسمية المذنب، لكنها اعتبرت أن يكون نتيجة لتأثير الكويكب على أساس الكويكب)